# ده‌قاضی (سیرجان)
ده‌قاضی، روستایی از توابع بخش پاریز شهرستان سیرجان در استان کرمان است.

## جمعیت
این روستا در دهستان سعادت‌آباد قرار دارد و براساس سرشماری مرکز آمار ایران در سال ۱۳۹۵، جمعیت آن ۱۷۷ نفر (۶۵ خانوار) بوده‌است.